# Aliute Mecys
Aliute Mecys, auch Aliute Meczies oder Aliutė Mečys, (* 1943 in Koblenz; † 2013 in Hamburg) war eine deutsche Künstlerin mit litauischen Wurzeln.
Ihr Werk wurde von ihr selbst als Irrealismus beschrieben.

## Leben
Mecys studierte in den Jahren von 1959 bis 1962 an der Mal- und Zeichenschule Walter-Leister in Trier; von 1964 bis 1968 an der Akademie der Bildenden Künste in München. Im Anschluss arbeitete sie bis 1979 als Bühnen- und Kostümbildnerin an verschiedenen Theatern und Fernsehanstalten, unter anderem am Schillertheater Berlin, der Oper Stockholm, der Hamburgischen Staatsoper und dem Royal Opera House Covent Garden in London.
In Hamburg arbeitete sie mit Götz Friedrich, dem Oberspielleiter der Staatsoper, zusammen und entwarf Hunderte von Kostümen u. a. für Carl Maria von Webers Der Freischütz und Bernd Alois Zimmermanns Meisterwerk des modernen Musiktheaters Die Soldaten, das im Jahr 1976 an der Staatsoper aufgeführt wurde.
Ihre Skizzenblätter enthalten präzise Anweisungen zu historischen Gewandformen mit der individuellen Charakterisierung der Figuren, wobei sie das realistische Grundprinzip gerne ins Surreale verdichtete.
Mecys gestaltete die Bühnenbilder und Kostüme für Ligetis Le Grand Macabre (1978), an dessen Entstehung sie ebenfalls beteiligt war.
Der ungarische Komponist und Lehrer an der Hamburger Musikhochschule verdankte ihr den Hinweis auf Michel de Ghelderodes Schauspiel Die Ballade vom großen Makabren, auf dem das Libretto seines absurden Weltuntergangsspektakels basiert.
Seit 1979 wohnte sie als freischaffende Malerin in Hamburg.

## Werke
Die Theatersammlung der Universität Hamburg hat die Bühnenzeichnungen der Malerin Aliute Meczies erhalten. Ein Großteil der Bilder befindet sich in Privatbesitz, den Nachlass übernahm das Forum für Künstlernachlässe in Hamburg. Unter Ersteren befinden sich umfangreiche Serien von Kostümfigurinen für Produktionen der Hamburgischen Staatsoper und die Dekorationsentwürfe für die Uraufführung von György Ligetis Le Grand Macabre, 1978 am Kgl. Theater in Stockholm.
Mecys malte unter anderem apokalyptische, verstörende, irrealistische Bilder. Ein wiederkehrendes Motiv ihrer Bilder sind Gesichter von ihr und auch von György Ligeti (1923–2006), dem avant-garde Komponisten, solange sie noch mit ihm zusammen war.
Immer wieder betonte sie, Malerin zu sein und keine Schriftstellerin, um anzufügen: „Was ich zu sagen habe, sagen meine Bilder und machten diese keine Aussage, wäre meine Absicht verfehlt. [...] Ich male realistische Bilder irrealer Wirklichkeiten und nenne meinen Stil darum Irrealismus. Ich male Bilder unserer Zeit, in der das Irreale real ist. In meinen Bildern setze ich mich mit dem Leben auseinander, wie ich es sehe und täglich erfahre.“
Mecys suchte nicht den Konformismus, sondern mahnte wieder und wieder einen ethischen Konsens an; zeigte mit Lust und ohne Harm oder Resignation die Umwertung aller Werte einer dumpfen Gegenwart auf; verwahrte sich, das eigene Leid zu teilen oder gar es sich abnehmen zu lassen, selbst dann noch, als nach den guten Jahren mit Ligeti die Beziehung in Verletzungen und Bitternis und in einer lebensbedrohlichen Erkrankung endete.

## Rezeption
Sie schuf keine Bilder, die nur mit einem Wortschwall an Beredsamkeit existieren können, mit einer wortreichen Interpretation aber hinter dieser verschwänden.
Sie fertigte ihre Bilder in altmeisterlicher Manier mit größter Präzision, um sie zugleich surreal zu brechen, Gemälde, die nicht das Schöne  und das ethisch Wertvolle vereinen wie es der Bürger immer wünscht. Das führt inhaltlich oft zur Gleichzeitigkeit von Ungleichem, wie Leben und Tod, zu Zwittern und zu formell-stilistischen Brüchen. Thematisiert werden Eltern, Phallokratie, Gender, Gewalt, Krieg und auch die Mythen Litauens.